# Arquitectura de la Ciudad de Córdoba (Argentina)

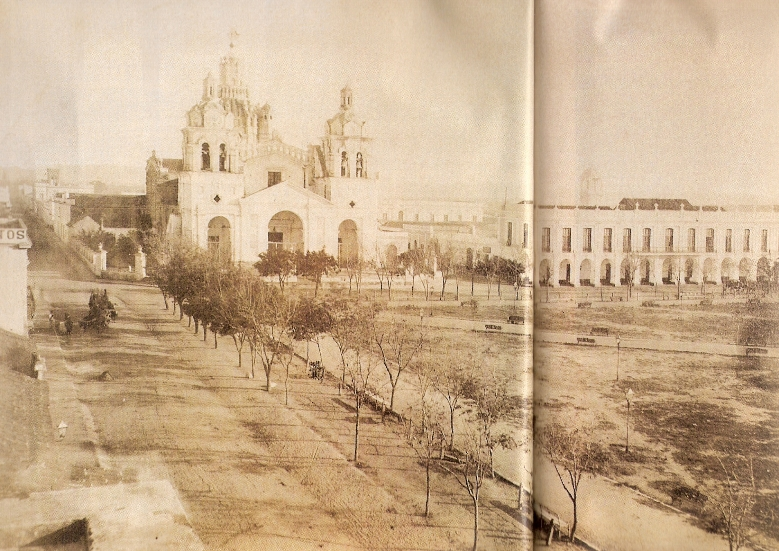
Plaza San Martín (s. XIX), de frente la Catedral y el Cabildo, primeras obras arquitectónicas de la ciudad.

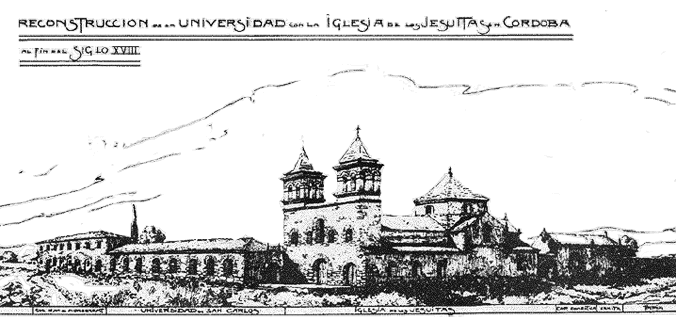
Vista de la Manzana Jesuítica (s. XVIII)

La arquitectura de la ciudad de Córdoba tiene componentes barrocos coloniales; patrimonio de la colonización hispana a partir del siglo XVI, neogóticos, neoclásicos, neorrenacentista de diverso índole y de art decó producto de las obras realizadas por profesionales y obreros emigrados de Europa a mediados del siglo XIX e inicios del XX, también posee modernos edificios del Estilo Internacional.

## Época colonial
La ciudad de Córdoba preserva numerosos monumentos históricos de la época de la colonización. El más reconocido de estos monumentos es la Manzana Jesuítica, que fue declarada Patrimonio de la Humanidad por la UNESCO en el año 2000. Esta manzana comprende: el Colegio Nacional de Monserrat, la Iglesia de la Compañía de Jesús, la Capilla Doméstica, la Capilla de naturales o de Lourdes, la antigua sede del rectorado de la Universidad Nacional de Córdoba y la Residencia. El circuito jesuítico de la Provincia de Córdoba se completa con cinco estancias ubicadas en el interior de la provincia: la Casa de Caroya (1616), las estancias de Jesús María (1618), Santa Catalina (1622), Alta Gracia (1643) y La Candelaria (1683).
El cabildo histórico de Córdoba sirvió como ayuntamiento durante siglos, fue declarado Monumento histórico nacional en 1941.
La Catedral de Nuestra Señora de la Asunción de Córdoba resulta uno de los más valiosos patrimonios arquitectónicos de Argentina y uno de los más logrados exponentes de la arquitectura barroca de toda América. Por estos motivos es un Monumento Histórico Nacional.
La casa del Virrey Sobremonte fue edificada entre los años 1752 y 1760. Su primer propietario y constructor fue el comerciante español Don José Rodríguez.
La casona del Obispo Manuel de Mercadillo y Patiño (ubicada en la plaza mayor), era de dos pisos, al menos en su frente. El portal se caracteriza por ser una «rareza arquitectónica colonial», aunque no es la única singularidad hallada en Córdoba y tampoco en la Argentina. Esta singularidad refiere a su interior que posee dos bóvedas de arista (no es crucería). Sin embargo lo curioso tiene que ver con la bóveda ubicada en la planta alta, ya que no existe un portal con dos bóvedas en la planta baja y alta. Este dicho lo podemos comparar con la Casa del Virrey Sobremonte solamente posee una bóveda (planta baja).
Además de estos edificios públicos y eclesiásticos, se encuentran debajo de las peatonales y avenidas cordobesas ruinas subterráneas de pasado jesuita, hoy en día hay visitas guiadas por la Cripta Jesuítica.
|                                                                                 |
| Iluminación instalada en 2010 para la celebración del Bicentenario de Argentina |

|                                                 |
| El edificio del Cabildo de Córdoba (siglo XIX). |

|                                 |
| Iglesia de la Compañía de Jesús |

|                                                  |
| Vista nocturna del Colegio Nacional de Monserrat |

|                                      |
| Casa del Virrey Rafael de Sobremonte |

## Arquitectura eclesiástica

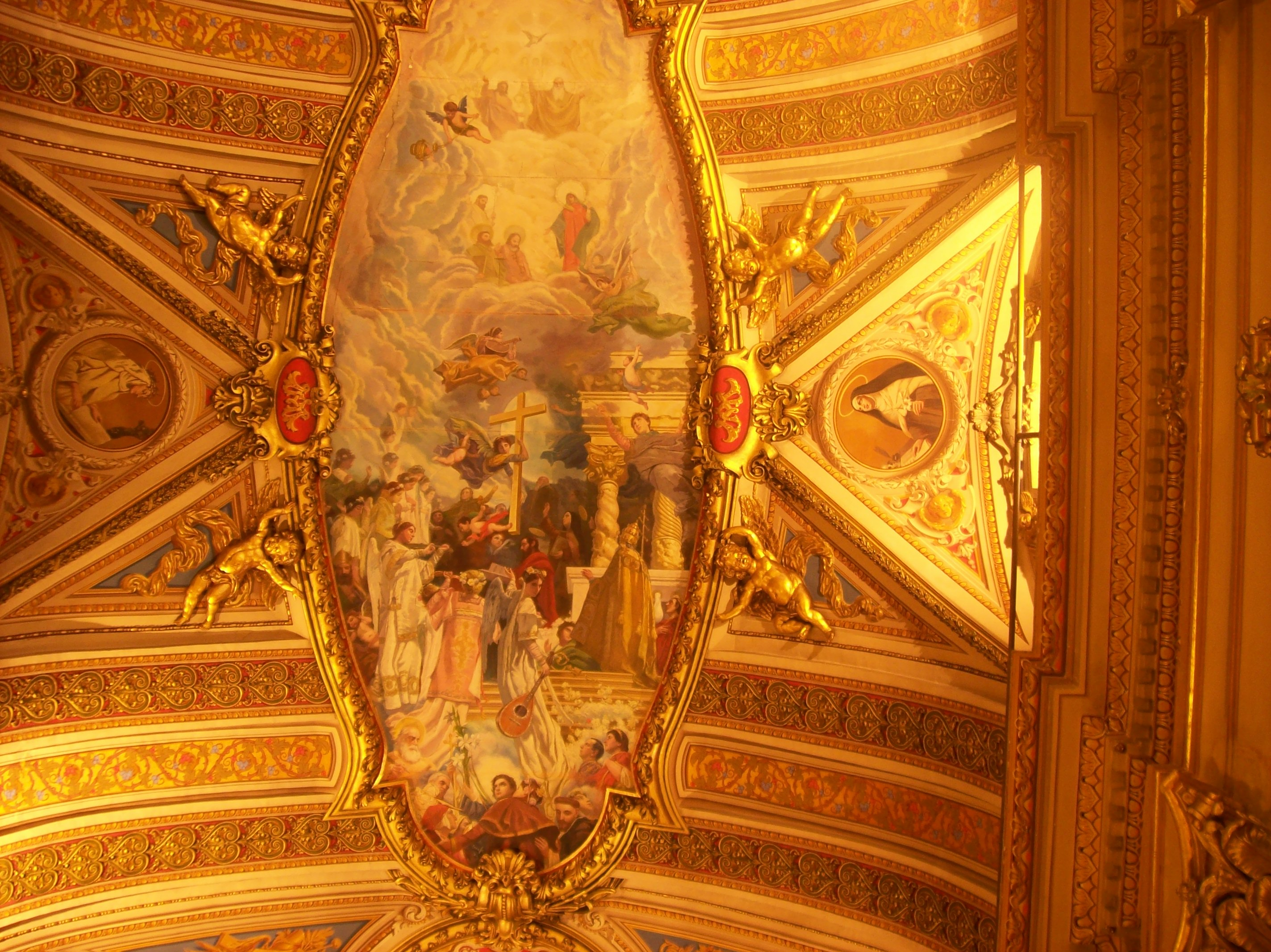
Bóvedas interiores de la Catedral de Córdoba

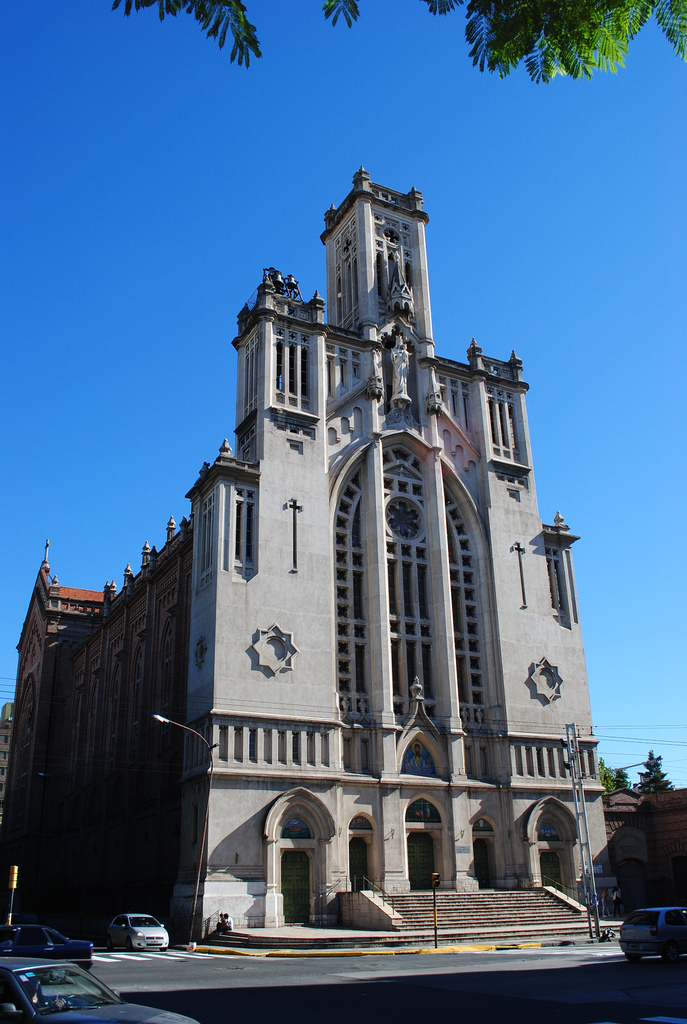
Parroquia María Auxiliadora

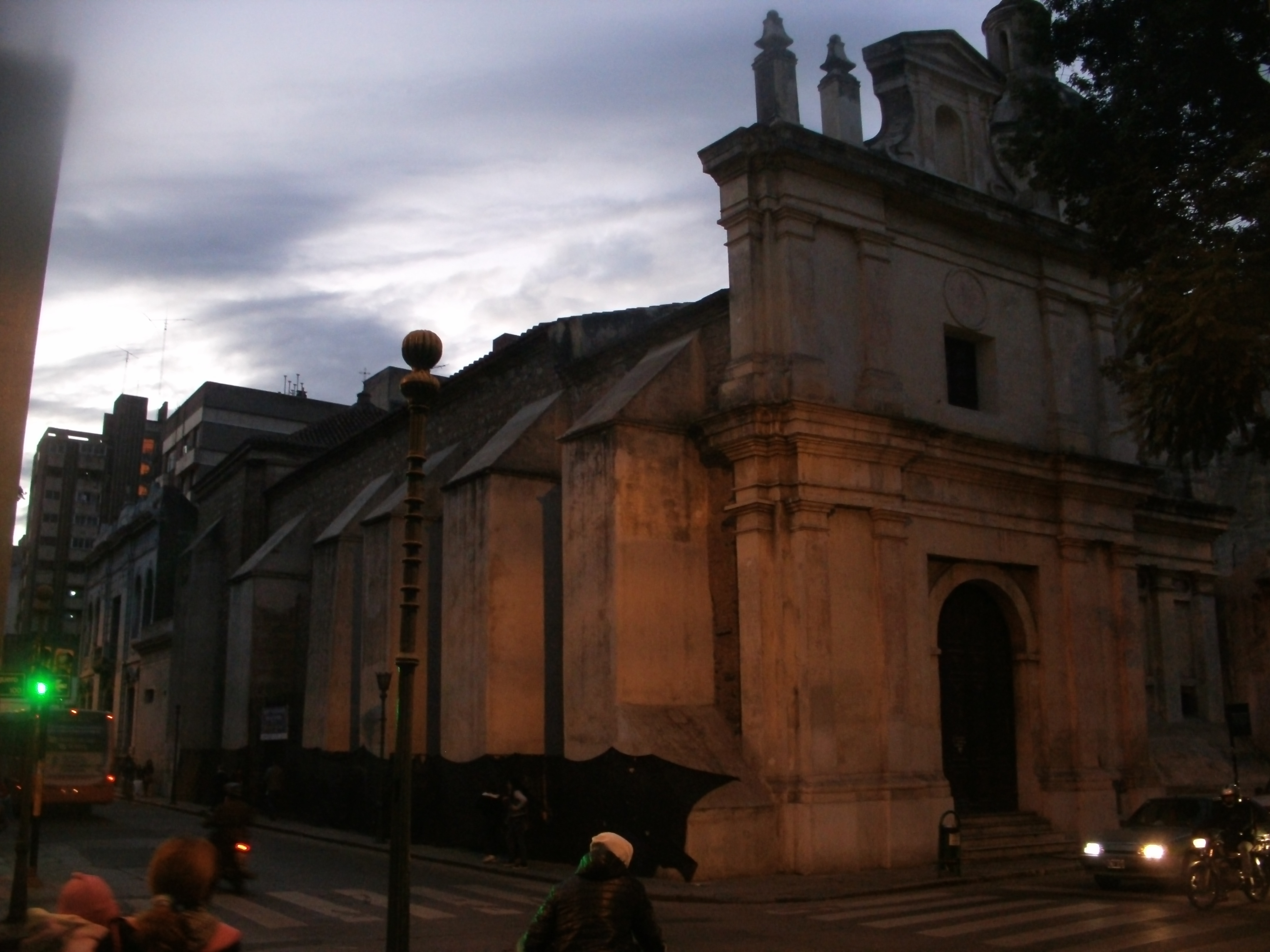
Vista de la iglesia San Roque.

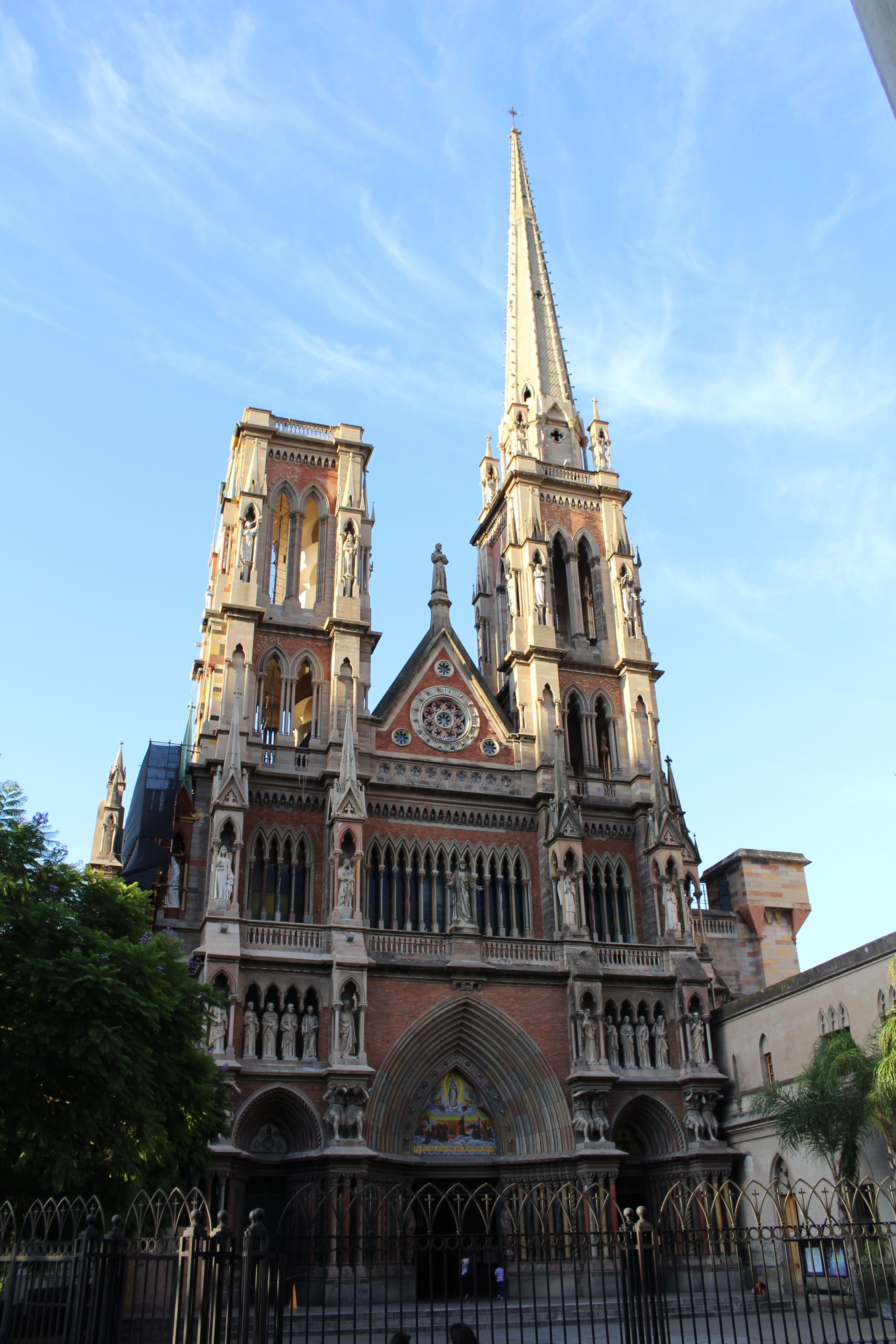
Fachada principal del iglesia de los Capuchinos

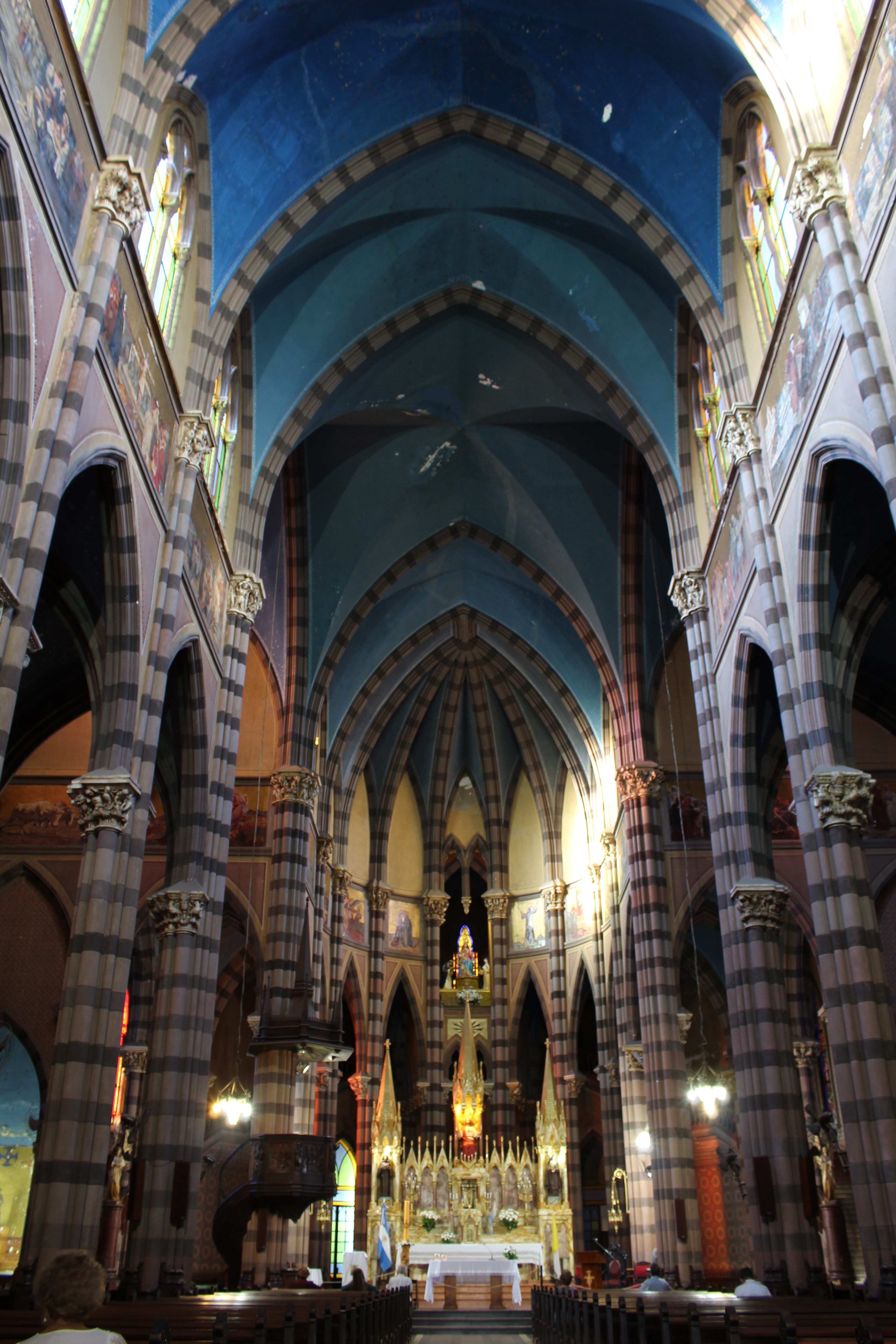
Vista del interior

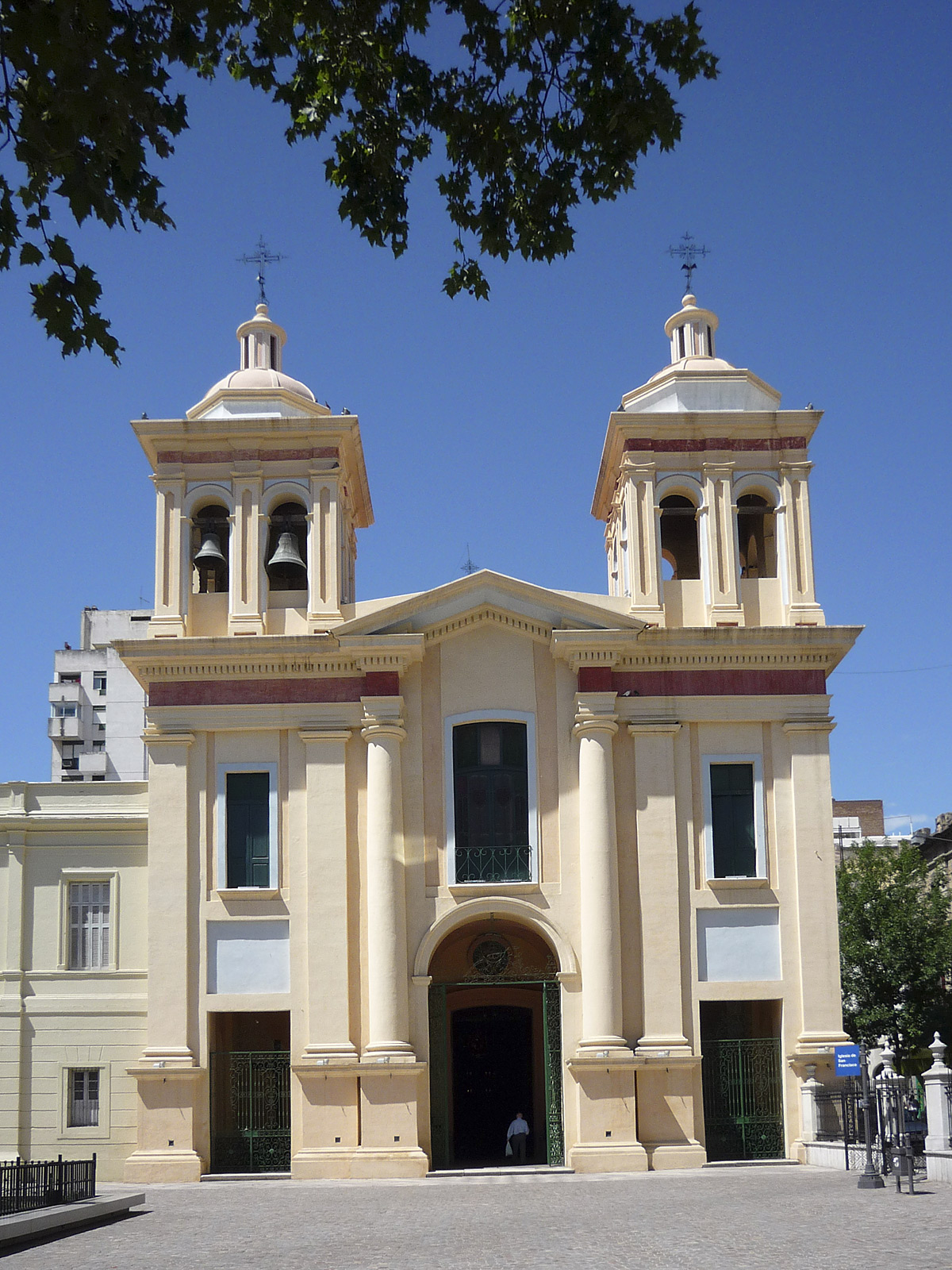
Iglesia de San Francisco

La llegada de la colonización hispana en América trajo consigo raigambres culturales que se perciben hasta hoy en día, uno de los pilares civilizadores de esta empresa fue el asentamiento de la Iglesia católica desde la fundación de la ciudad, sobre todo los jesuitas quienes establecieron con su llegada estudios superiores que hasta ese entonces no se habían desarrollado con plenitud en el Virreinato del Río de la Plata, creando así el Colegio Mayor, donde se dictase primariamente los estudios de Teología. Es por ello la importancia del catolicismo radicado en esta ciudad; donde llegó a residir por tareas de su vocación S.S. Francisco I. Esta ciudad también posee el récord de contar con la mayor densidad de iglesias en un radio, por la gran cantidad de templos católicos en su casco histórico la ciudad ha recibido el apodo de "La ciudad de las campanas".  
La Iglesia Catedral está ubicada frente a la Plaza San Martín sobre la peatonal de la calle Independencia. Nace como templo mayor desde la misma fundación de la ciudad, en 1573. En el año 1580 se inicia la obra, los vecinos coloniales aportaron indígenas encomendados como peones y herramientas. En el siglo XVII hubo dos grandes derrumbes, que dejaron la obra en escombros. Luego a partir del siglo XVIII comienza nuevamente la construcción a cargo los jesuitas Andrés Blanqui (en italiano: Andrea Bianchi) y Juan Bautista Prímoli (en italiano: Giovanni Battista Primoli), que diseñaron la bóveda y el pórtico de estilo neoclásico. La cúpula, de estilo románico, fue realizada por el sevillano Fray Vicente Muñoz. Finalmente las torres fueron terminadas en 1787 mezclando la pesadez del barroco, por ello las torres tienen detalles indoamericanos. El interior de la iglesia fue decorado recién en el siglo XX por Emilio Caraffa, fundador de la primera escuela de bellas artes de la Argentina. Se destacan las pinturas de la bóveda principal y las de los brazos del crucero. En su atrio descansan los restos del Deán Gregorio Funes, primer rector de la Universidad Nacional de Córdoba y los restos de los generales argentinos y gobernadores cordobeses rivales Juan Bautista Bustos y José María Paz.
La Parroquia María Auxiliadora se distingue por su estructura firme, con torre campanario elevada al cielo y salpicada en toda su superficie con pequeñas cruces caladas de brazos iguales. Se distingue por su escalinata amplia en todo su frente que cubre la cripta inferior de la Iglesia en donde se encuentra la imagen original de la Virgen María Auxiliadora, traída desde Italia en la primera década del siglo XX. La superficie total de la iglesia ocupa 1.600 metros cuadrados, La torre central tiene 53 metros de alto y las dos torres laterales 37 metros y la asemejan a la iglesia de Notre Dame de París. El interior consta de tres naves con un estilo moderno en la decoración que consta de pinturas del artista catalán Pedro Falcó. En el gran volumen edilicio se destacan los grandes vitrales de luminoso colorido.
La Iglesia de Santa Catalina, forma junto con el monasterio homónimo, un solo conjunto arquitectónico. La fachada refleja un claro y definido neoclásico contrastando con el sólido barroco en el ingreso al Monasterio, donde se destaca una escultura de santa Catalina de Siena, patrona de la iglesia.
La Iglesia de la Compañía de Jesús fue construida en 1676. Forma parte de la Manzana Jesuítica, patrimonio de la humanidad desde el año 2000 (UNESCO). Su fachada ostenta un modesto estilo románico. Está construida en forma de cruz latina con una capilla a cada lado. Se destaca la bóveda en forma de quilla invertida, el friso de las empresas sacras, el retablo y el púlpito trabajado con la técnica del dorado a la hoja.
El origen de la Basílica de Santo Domingo, ocurrió cuando la orden de los predicadores se estableció en el siglo XVI, y diagramaron la construcción del seminario y la citada Iglesia. Los cimientos del templo todavía presentan marcas de las inundaciones provocadas por el Arroyo de La Cañada. Su construcción se inició gracias a Olegario Correa en 1857 y se inauguró en 1861. Desde entonces sufrió varias modificaciones, entre ellas, la ampliación para dar lugar al camarín de la Virgen.
La Basílica de La Merced, del año 1697, es obra de los arquitectos Bettoli y Kánepa, que eligieron un estilo clásico italianizante, algunas características de las basílicas romanas e influencias del Eclecticismo que otorga libertad de expresión. Fue declarada basílica en el año 1926 dado que su patrona, Nuestra Señora de la Merced, fue coronada como generala del Ejército Argentino por el General Manuel Belgrano.
La Iglesia del Pilar, poseía La Hermandad de la caridad que se encargaba de auxiliar a los pobres, enfermos y condenados a muerte. Su fachada es de estilo colonial con columnatas jónicas.
La Iglesia San Francisco, fue construida por la orden de los Franciscanos, establecidos al momento de fundación de la ciudad, por ello es que atesora el archivo más rico y antiguo, junto con mobiliario del siglo XVI.
La Iglesia de San Roque es, junto al antiguo Hospital también procedente del siglo XVIII, un valioso conjunto arquitectónico.
La Iglesia del Sagrado Corazón (conocida como La iglesia de Los Padres Capuchinos), fiel exponente de la arquitectura neogótica, fue diseñada y realizada por el artista e arquitecto italiano Augusto Ferrari en el año 1943. Tiene dos torres: una trunca que representa la materia que perece, mientras que la otra representa el alma que asciende.
La Iglesia del Monasterio de Santa Teresa, es hoy uno de los museos de Arte Religioso más importantes del país, atesorando las piezas más valiosas de la Iglesia Catedral de Córdoba.
La Iglesia Nuestra Señora del Carmen, sobre La Cañada, pertenece a los frailes Carmelitas Descalzos, orden nacida en el Monte Carmelo, Palestina, en el siglo XII, luego reformada por Santa Teresa de Jesús en el siglo XVII. La obra fue impulsada por el padre prior fray Rafael de Santa Teresa, con la generosa donación de doña Amalia Anchorena de Blaquier y el 29 de septiembre de 1909, el catalán José Mont Blanch puso manos a la obra del templo. La iglesia y el claustro de San Elías, también de autoría de Mont Blanch, fueron terminados el 14 de julio de 1912.

## Parques, plazas y paseos

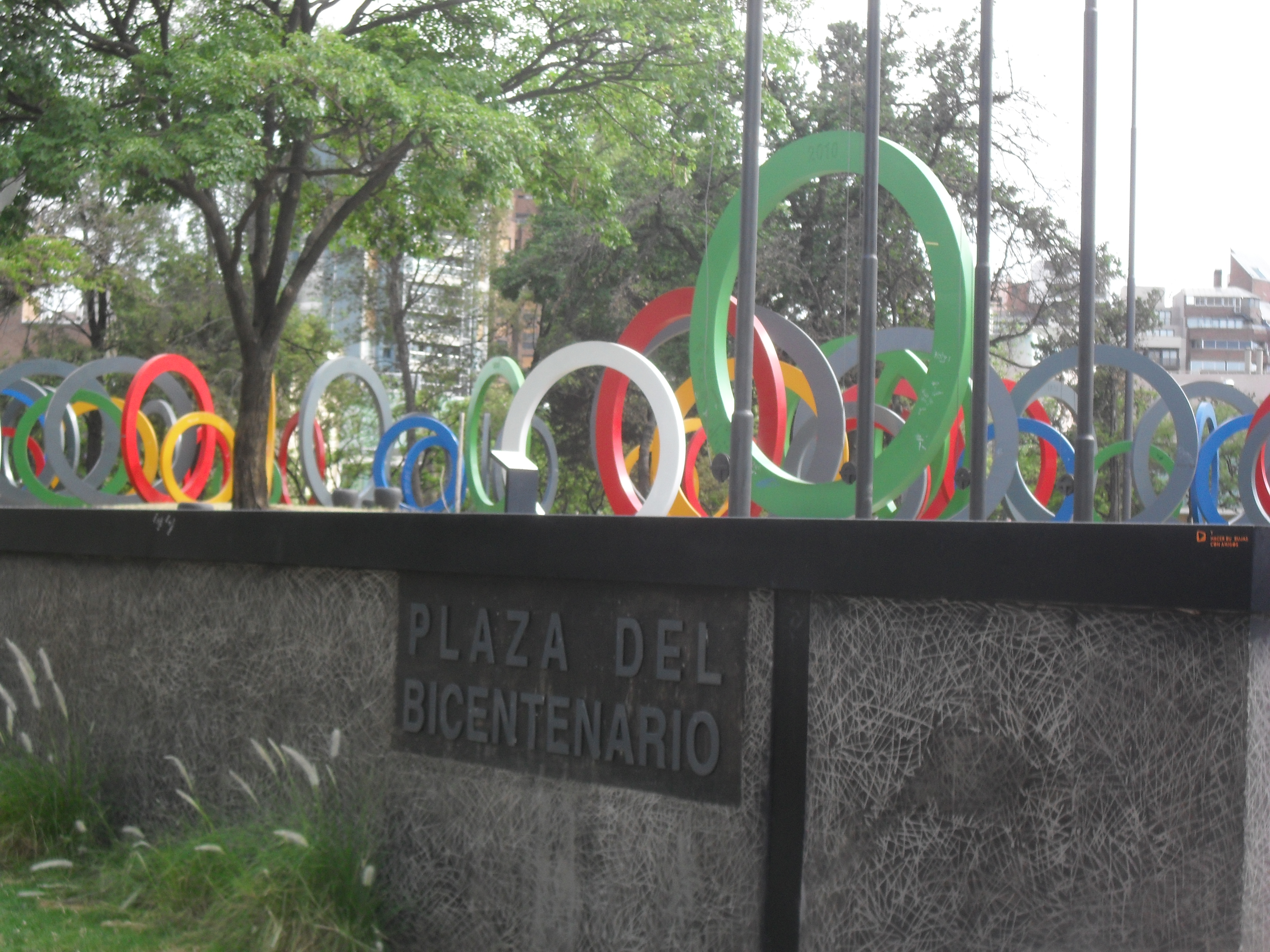
La Plaza del Bicentenario cuenta con aros de diversos colores que destacan hitos del país desde 1810.

El relieve o topografía de barrancas ciñendo a un estrecho valle que caracteriza a la ciudad posibilita la existencia de numerosos espacios verdes con interesantes perspectivas, miradores y belvederes con curiosos senderos.
De todos los espacios verdes cordobeses el más celebrado es el amplio Parque Sarmiento casi inmediato a la Plaza España y al Campus (o Ciudad Universitaria) de la UNC. Dentro su área fue emplazada en 1918 la "Vuelta al Mundo" o "Rueda Eiffel", una antigua noria que previamente, en el año 1910, se instalara en la Plaza Humberto I de la ciudad de Córdoba. Junto al Parque Sarmiento está el antiguo Jardín Zoológico. 
En la actualidad la ciudad de Córdoba tiene varios extensos espacios verdes, entre ellos se destacan el adyacente al Estadio Chateau Carreras, el Parque Las Heras, el Parque General José de San Martín. Otro espacio verde digno de mencionar es el Parque Autóctono en el barrio Cerro de las Rosas que en gran medida ocupa los espacios del sitio de la Batalla de La Tablada acaecida en 1829). 
La Plaza San Martín, ocupa el sitio de la antigua Plaza Mayor localizada en la manzana central como en las ciudades de fundación española. También cabe destacar la Plaza España, una rotonda en el cruce de las avenidas Leopoldo Lugones y Deodoro Roca que se encuentra exornada con esculturas monolíticas obra del arquitecto Miguel Ángel Roca. 
Son relevantes además el Paseo Sobremonte, el Paseo del Buen Pastor y el Paseo de las Artes.
La calle peatonal 9 de Julio fue la primera calle peatonal de Argentina inaugurada en 1969. A partir de allí se desarrolló un sistema de peatonales y galerías que se entrecruzan en el centro de la ciudad. 
También se puede recorrer el encauzamiento con puentes y parapetos del arroyo La Cañada, así como la aún inconclusa Costanera que ciñe al Río Primero. Esta zona recibe el nombre oficial de Parque Lineal Suquía y no debe confundirse con la también urbana Reserva Ecológica del Río Suquía (o del Río Primero). A esta se suma la Reserva Ecológica General San Martín.

En una pequeña isla ubicada en medio del Río Primero, llamada "Isla de los Patos" se proyecta una parquización con un monumento a Juan Bautista Bustos. Existe además un monumento ecuestre a tal ilustre personaje ubicado en el oeste del Parque Sarmiento.
Parques más recientes son el Parque de la Vida, el Parque de las Naciones, el Parque del Este, el Parque José María Paz (también llamado Parque General Paz), y el actual Jardín Botánico de Córdoba.
También son dignas de mención las plazoletas del centro como la pequeña Plazoleta del Fundador ubicada en la parte posterior de la Catedral y otras que tuvieron su origen en los atrios de las iglesias. Además son de interés la Plaza Colón, la Plaza de los Presidentes Argentinos, la Plaza de la Intendencia.
Entre las esculturas se destacan las modernas abstractizantes de una serie o ciclo llamado Familia Urbana obra de Antonio Seguí. También resalta la torre monumental llamada Faro del Bicentenario ubicado en el sector noroeste del Parque Sarmiento.

### Puentes
Sin contar la gran cantidad de puentes que cruzan aproximadamente cada 100 m al arroyo de La Cañada, la ciudad argentina de Córdoba tiene desde el siglo XVIII cierto renombre por la cantidad de puentes que sorteando al río Primero unen el sur con el norte de la ciudad, entre ellos se encuentra el "Puente Roto" de hierro (obra de fines de siglo XIX) que servía para el paso de trenes, luego uno de los más destacados viene siendo el Puente del Centenario inaugurado en 1910 y actualmente es famoso el Puente del Bicentenario inaugurado en el 2010 con motivo del Bicentenario de Argentina. De oeste a este los más importantes puentes cordobeses además de los citados se encuentran el: Puente de Villa Warcalde, el Puente Gavier, el Puente Turín, el Sagrada Familia, el Zipoli, el puente de la Tablada, el Puente del Trabajo, el Puente Cantón, el Santa Fe, el Puente Avellaneda, el Antártida Argentina, el ya citado del Centenario, el puente peatonal Suquía, el Puente Maipú, el puente Sarmiento, el puente 24 de septiembre, el primer puente de la Avenida Circunvalación, el puente del Barrio Juniors, el puente Maldonado, el puente Yapeyú, el puente de la Autopista de Circunvalación y el de la ruta 19.

## Museos y salas de espectáculos

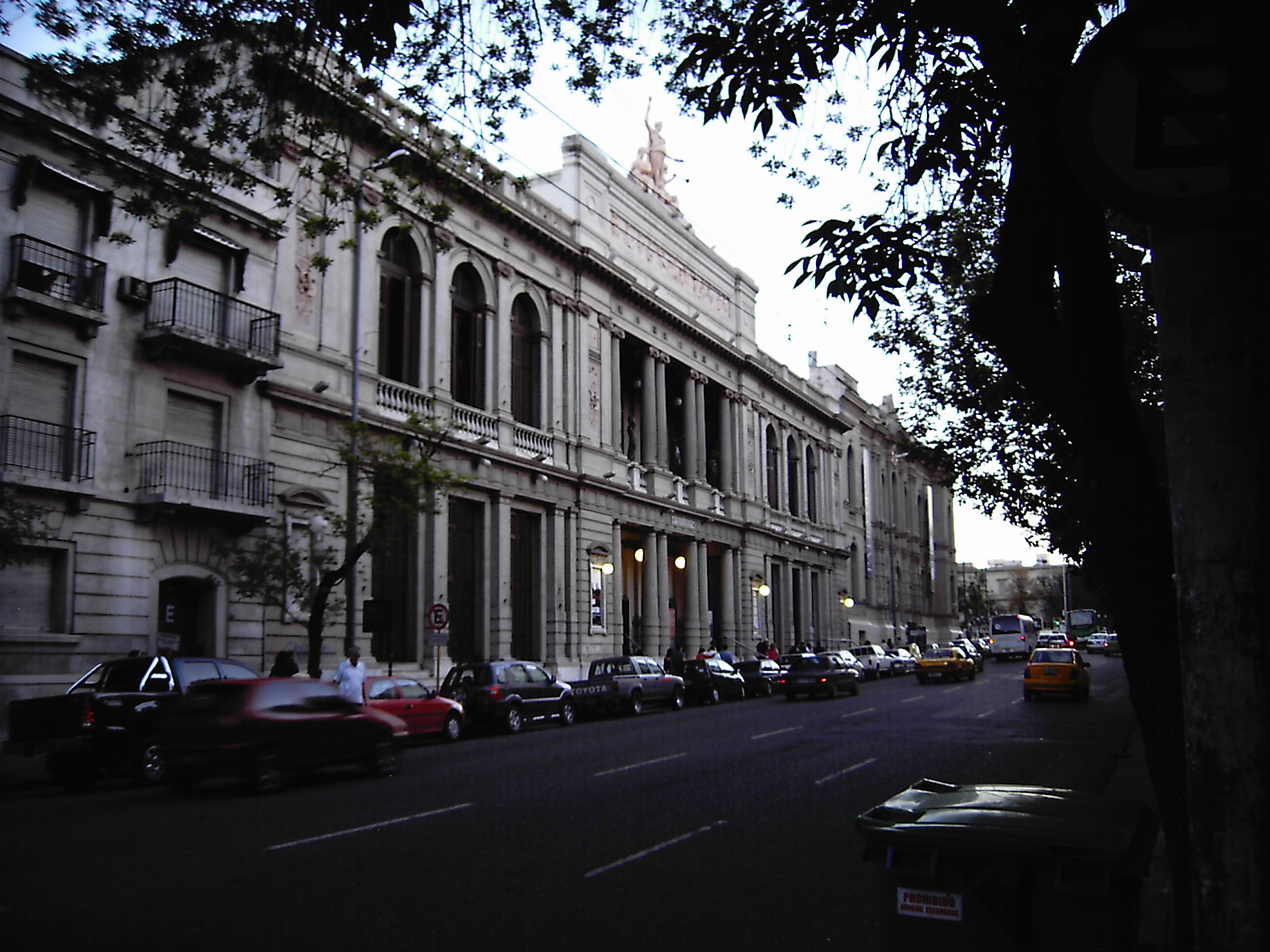
Teatro del Libertador General San Martín

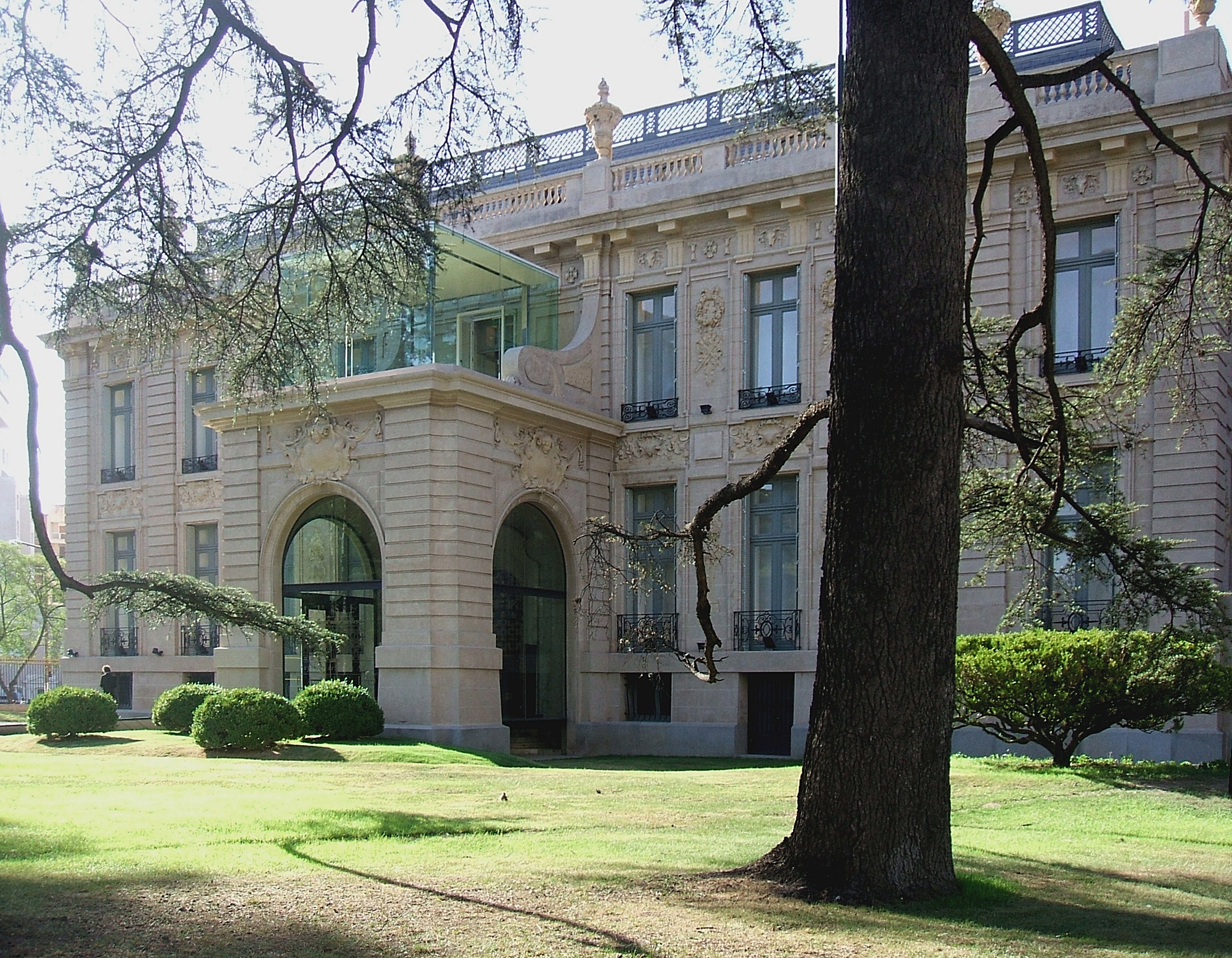
Museo Superior de Bellas Artes Evita

Entre los museos se destaca el edificio del Museo Provincial de Bellas Artes Emilio Caraffa que está situado casi en un costado del Parque Sarmiento y frente a la referida Plaza España. También en esa zona se ubica el Museo de Ciencias Naturales Arturo Illia. Cerca está el Palacio Ferreyra (una de las mansiones que tal familia poseía) actualmente transformada en el Museo Superior de Bellas Artes Evita. En el centro de la ciudad se ubica el Museo Genaro Pérez. En pleno casco histórico a pocas manzanas de la Plaza San Martín se encuentra uno de los museos más antiguos, la casa colonial del Virrey Rafael de Sobremonte, es decir el Museo Sobremonte. El edificio del Cabildo de Córdoba que se ubica a un costado de la Catedral y frente a la Plaza San Martín es también hoy un museo. En el casco histórico también es de renombrar el Museo de Arte Religioso Juan de Tejeda.
Entre los teatros se destaca el Teatro del Libertador General San Martín edificado a fines de siglo XIX ad hoc para ser sala de ópera, ballets y orquestas. Diseño de la segunda mitad del siglo XX es el Auditorio Obispo Mercadillo ubicado al costado este de la Plaza San Martín y en cuyo ingreso se encuentra la llamada Capilla del Obispo Mercadillo que en realidad era el ingreso a la casa del Obispo. En el año 2007 la ciudad sufrió una grave pérdida al incendiarse el Teatro Comedia que era la segunda sala teatral y para el cual existen proyectos de reconstrucción. También es muy destacable el Teatro Real de Córdoba ubicado al suroeste de la Plaza San Martín. Otra importante sala de espectáculos es la llamada Vieja Usina amplio edificio cuyo acceso principal se ubica en la esquina de la Avenida Costanera Intendente Mestre con la calle Mendoza. Entre las salas cinematográficas o sencillamente «cines», durante el siglo XX han tenido especial importancia el Cine Gran Rex, el Odeón, el Cinerama, y para los cinéfilos especializados en el séptimo arte el Cine Sombras y el Ángel Azul. Ambas salas estuvieron dedicadas exclusivamente al cine como una de las bellas artes (no como mero entretenimiento) y tuvieron gran relevancia durante el efímero aunque intenso «boom» cultural global de los 1960.

## Edificios cívicos y afines

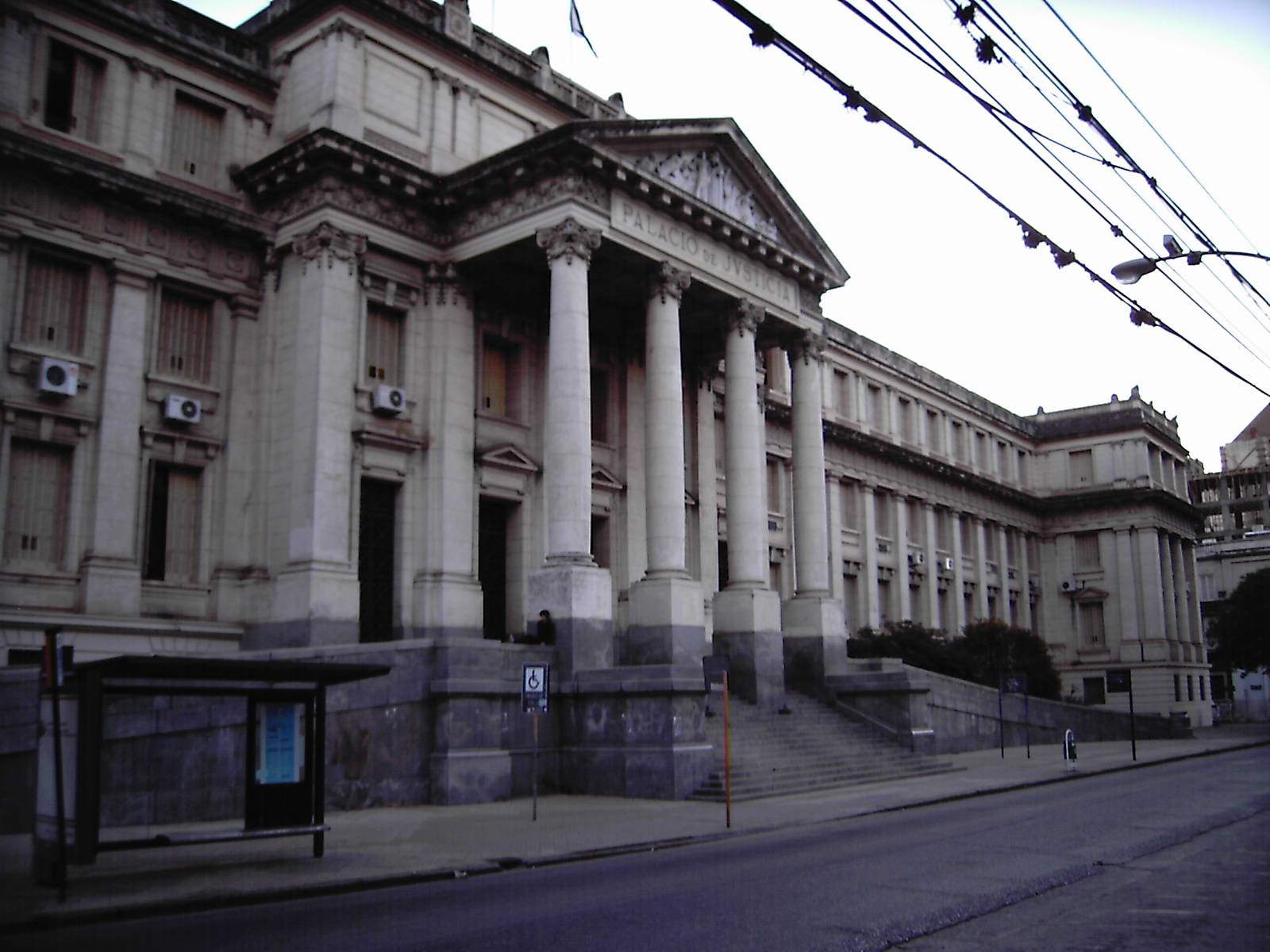
Palacio de Justicia de Córdoba (Argentina).

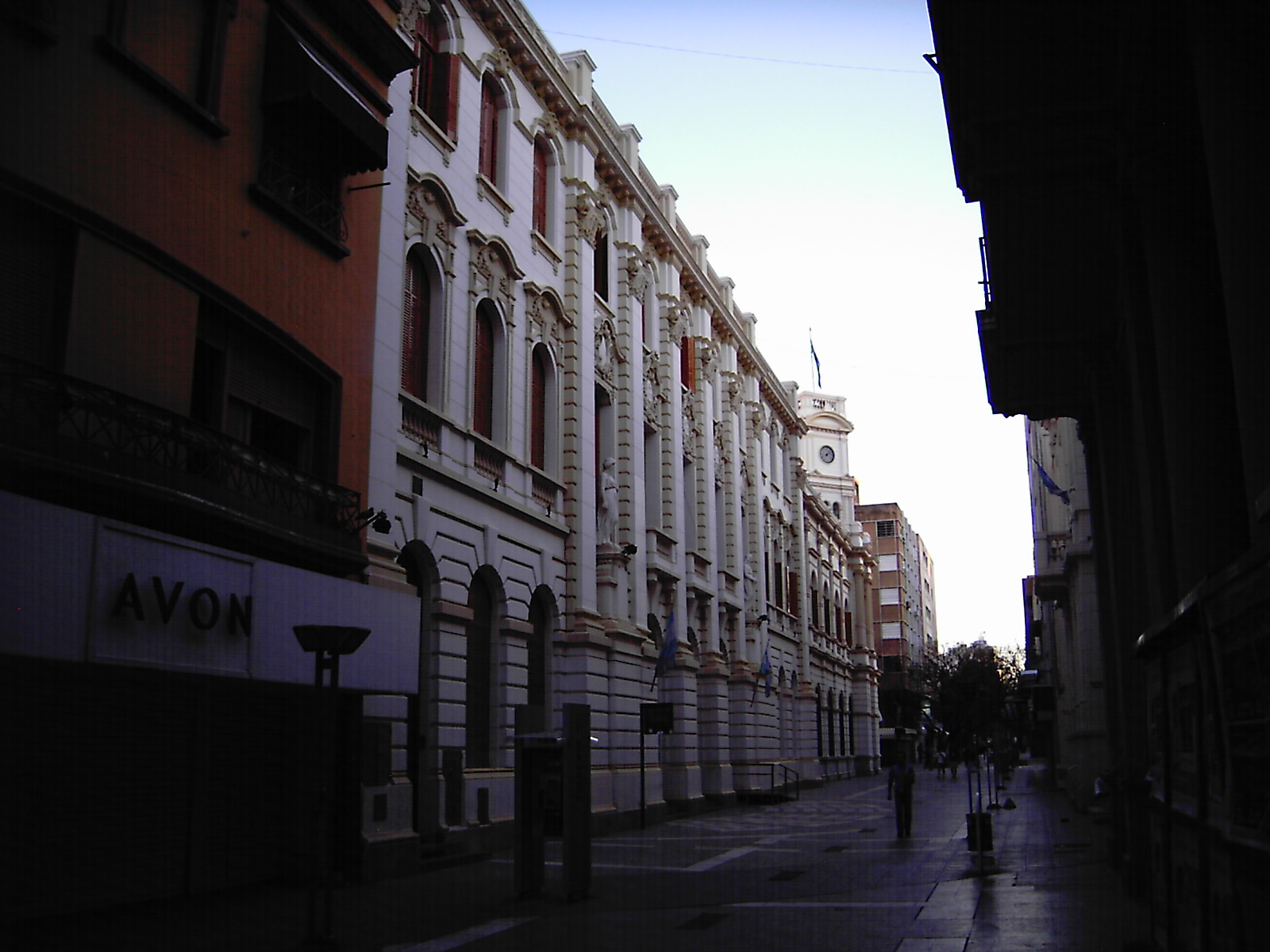
Palacio de la Legislatura de la Provincia de Córdoba.

Son muy destacables el Palacio de Tribunales, extenso edificio neoclásico, el Palacio Legislativo también conocido como Legislatura de la Provincia de Córdoba de estilo ecléctico italianizante. La Casa de las Tejas, hasta el 2010 sede del Poder Ejecutivo de la Provincia de Córdoba, fue un típico exponente de la llamada "arquitectura peronista" de los 50. Fue demolida en 2010 para construir en parte de su terreno un espacio verde llamado Parque de las Tejas). En el 2011, como corolario de los festejos del Bicentenario de Argentina se inauguró la nueva Casa de Gobierno de la Provincia de Córdoba. Este nuevo edificio se ubica en las inmediaciones de la antigua estación central de ferrocarriles de Córdoba y mirando al río Primero (o Suquía) habiendo sido desechados otros diseños resultantes de un concurso que irían a ser emplazados en la zona del Chateau Carreras. Otro importante edificio gubernamental es el Palacio Municipal 6 de Julio de estilo racionalista con toques brutalistas. Los edificios del Banco de la Provincia de Córdoba y de la ex Caja Nacional de Ahorro Postal, el edificio del Colegio Nacional Monserrat y del Colegio Carbó, la Mansión de Garzón (Av. General Paz 33), la Casona de Doroteo Olmos, el Edificio Pablo Pizzurno, el Palacete de 27 de Abril 375 (Hoy Biblioteca Córdoba), el Edificio de Correos (en las avenidas Colón y General Paz) así como el del Patio Olmos (actualmente transformado en un centro comercial), son ejemplos notables de la arquitectura del siglo XIX. La antigua Estación del Ferrocarril Central y los edificios del Mercado de Abasto son ejemplos de la arquitectura industrial de fines del siglo XIX. En cuanto a los molinos se puede citar al Molino Minetti cuyo gran edificio desde 2011 está incluido en la extensión sur de la gran estación terminal de ómnibus de larga distancia (conocida en Córdoba sencillamente como "La estación terminal"). Por su parte el antiguo Molino Ducasse que sirvió de inspiración a varios pintores y que ha dado el nombre al Barrio Ducasse fue demolido a inicios del presente siglo. Entre los edificios dedicados a actividades deportivas, además del estadio del Chateau Carreras, también es importante el estadio cerrado llamado Orfeo Superdomo dedicado especialmente al tenis y al básquet. En construcción aún en febrero de 2012 está el gran conjunto edilicio del Proyecto Universidad Siglo XXI cuyo máster plan fue diseñado por el célebre arquitecto tucumano César Pelli.
Como construcciones civiles muy pintorescas corresponde hacer mención de la Casa Giratoria obra del autodidacta Abdón Sahade quien siempre quería tener el frente de su vivienda iluminado por el Sol. Esta casa actualmente ha sido transportada al Museo de la Industria. También merece mención el Chalé Eiffel o Chalé de lata, vivienda que está construida casi totalmente en hierro y se halla ubicada en la calle San Jerónimo al 3300 en pleno Barrio San Vicente.